# Knockin' on Heaven's Door (film)
Knockin' on Heaven's Door is een Duitse tragikomische actiefilm uit 1997 van regisseur Thomas Jahn.

## Verhaal
Twee mannen met terminale kanker besluiten naar de zee te gaan. Ze ontvluchten het ziekenhuis in een gestolen mercedes. Onderweg beroven ze een benzinestation en een bank, want ze hebben alleen hun pyjama's aan. Ze kopen een paar mooie pakken en rijden verder. Dan vinden ze een auto met een miljoen in de kofferbak. Ze nemen intrek in een duur hotel, geven iedereen grote fooien en nemen het duurste eten. In het hotel besluiten ze hun liefste wens in vervulling te laten gaan. De één wil een Cadillac voor z'n moeder kopen (net zoals Elvis deed) en de ander wil met twee vrouwen naar bed. Ondertussen zit een gigantische politiemacht achter hen aan, evenals de gangsters waarvan de mercedes was. Hun baas Frankie 'Boy' Beluga is namelijk niet blij dat ze een miljoen zijn kwijtgeraakt.

## Rolbezetting
| Acteur              | Personage             |
| ------------------- | --------------------- |
| Til Schweiger       | Martin Brest          |
| Jan Josef Liefers   | Rudi Wurlitzer        |
| Thierry van Werveke | Henk de Belg          |
| Moritz Bleibtreu    | Abdul de Arabier      |
| Huub Stapel         | Frankie 'Boy' Beluga  |
| Leonard Lansink     | Commissaris Schneider |
| Rutger Hauer        | Curtiz                |